# Marco Amelia
Marco Amelia, Ufficiale OMRI; n. 2 aprilie 1982, Frascati, Lazio, Italia) este un fost fotbalist italian care a jucat pe postul de portar.